# Igreja de Nossa Senhora da Conceição (Porto Alegre)
A Igreja de Nossa Senhora da Conceição é um templo da Igreja Católica localizado na Avenida Independência, defronte à praça Dom Sebastião, em Porto Alegre, Brasil. É uma da mais antigas igrejas da cidade e a que melhor conserva seu aspecto primitivo, contendo uma rica decoração interna em talha dourada e estatuária. É um bem tombado pela Prefeitura Municipal.

## História
A devoção a Nossa Senhora da Conceição, no Brasil, remonta ao período da restauração da soberania lusa em Portugal, quando em 1646 Dom João IV, com o auxílio de fidalgos. assumiu o poder e encerrou a dominação espanhola, atribuindo o sucesso do evento à intercessão de N. S. da Conceição. Em agradecimento, o novo monarca declarou-a Rainha e Padroeira de Portugal, e determinou que a Virgem sob esta denominação fosse cultuada em templos ou capelas em todas as cidades e vilas da Metrópole e das colônias, onde se incluía o Brasil. No Rio Grande do Sul a primeira igreja dedicada a N. S. da Conceição foi erguida em Viamão, em 1741. Mais tarde, com a proclamação do dogma da Imaculada Conceição pelo Papa Pio IX, em 1854, a devoção Mariana se fortaleceu.
Em Porto Alegre a Irmandade de Nossa Senhora da Conceição esteve presente desde os inícios da cidade, sendo uma das mais antigas, fundada em 1790 junto à Igreja Matriz, e formada por brancos e mulatos. Entre seus primeiro membros estavam Cláudio do Ribeiro de Avelar, Alberto Francisco dos Santos, e os marechais Ferreira do Nascimento e Alves de Souza, e outros, que elegeram o brigadeiro Rafael Pinto Bandeira como seu protetor. Em 1792 teve seu Compromisso confirmado pelo governo lisboeta. A Irmandade instalou um altar dedicado a Maria na Matriz, mas após desentendimentos acerca do local onde deveria ser edificado um templo próprio, Rafaela Pinto Bandeira, filha do protetor, doou, em 1847, um terreno na Estrada de Cima, atual avenida Independência, para construção da igreja. A Câmara fixou o alinhamento do terreno em 23 de outubro de 1847, e a doação foi formalizada em 8 de agosto de 1851. Uma cláusula da doação estabelecia que a igreja deveria ser erguida em oito anos, sob pena de o terreno reverter para a doadora, o que apressou o lançamento da pedra fundamental, mas o edifício levaria de fato muito mais tempo para ser concluído.

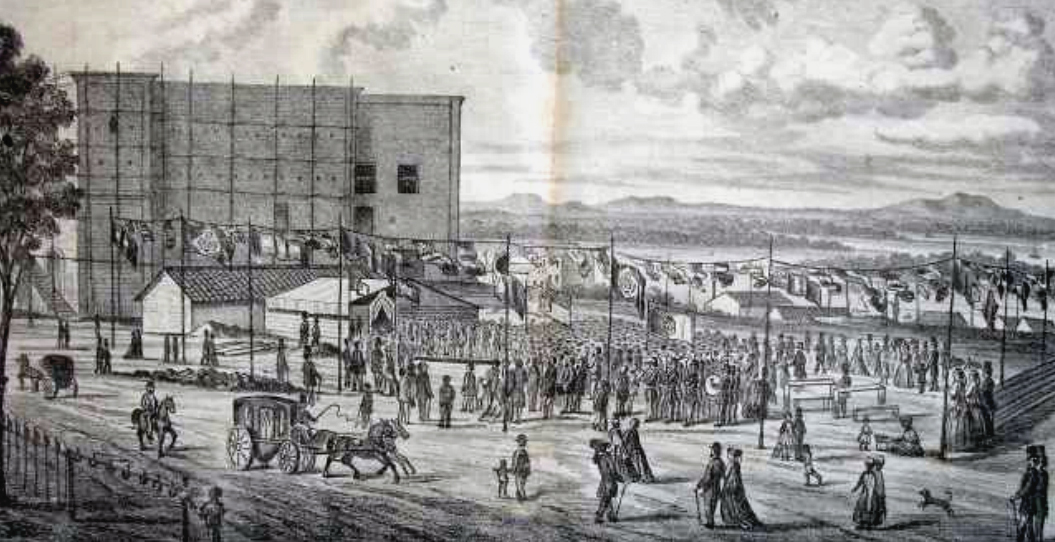
Cerimônia de lançamento da pedra fundamental da Beneficência Portuguesa em 1867. O grande bloco à esquerda é o corpo ainda incompleto da Igreja da Conceição.

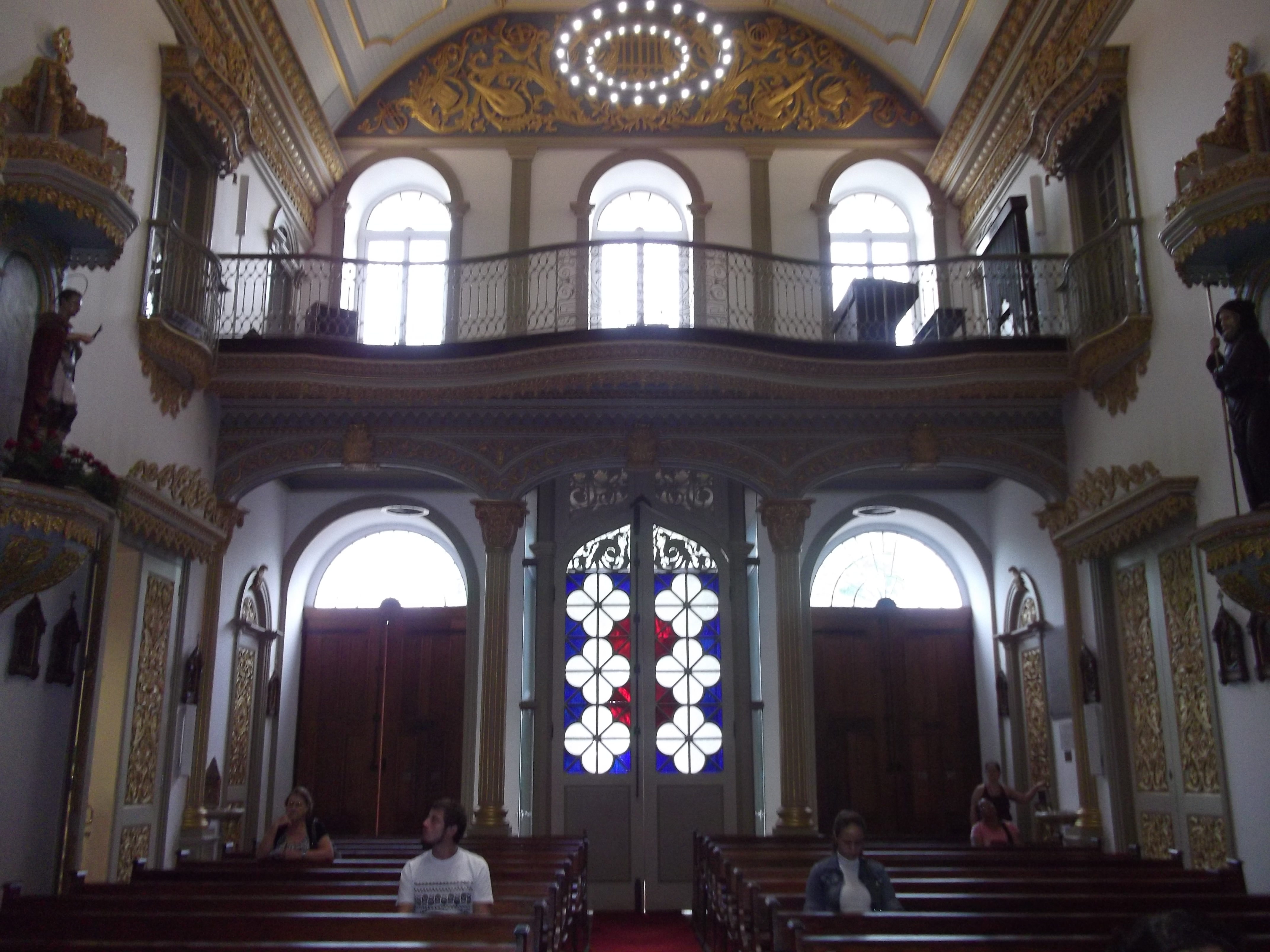
Vista da entrada com o coro e o para-vento

A autoria do projeto não é conhecida. Günter Weimer sugeriu Luís Manoel Martins da Silva, engenheiro que na época trabalhava para a Comissão de Obras da Província, mas de acordo com Sofia Inda também pode ter sido José Pereira Maria do Campo, autor do projeto da Matriz de Canguçu. João do Couto e Silva foi o mestre-de-obras e projetou e executou a decoração interna. A pedra fundamental foi lançada em 8 de dezembro de 1851, com grande solenidade e a presença dos homens ilustres da cidade e das principais irmandades. Porém, a Irmandade passava por uma grande crise financeira, e não podia pagar nem as procissões. Por isso, até 1856 as obras permaneceram quase paralisadas por falta de verbas, mas em novembro deste ano foi recolhido 1,2 conto de réis, permitindo dar continuidade ao projeto. O conjunto seria edificado em partes, obedecendo a contratos específicos. O edifício estava parcialmente concluído em 1858, contando nesta época com a nave e a capela-mor. Em 8 de fevereiro de 1858 trasladou-se, em meio a festividades, a imagem da Padroeira desde a Matriz até sua nova casa. Em 5 de dezembro do mesmo ano a capela foi benzida e inaugurada solenemente, sendo subordinada à Paróquia de Nossa Senhora do Rosário.
Em 1874 foi contratada com Couto e Silva a finalização das torres e das portas na fachada e construção das escadas internas e coro. A elevação do frontispício e das torres ocorreu em 1880. No mesmo ano as portas que havia nas bases das torres foram fechadas com alvenaria, mas um relatório da Irmandade mostra que ainda havia uma série de elementos que não estavam prontos e outros foram modificados. Era preciso assoalhar o consistório e fazer suas divisórias, construir a escada de acesso à sala de sessões, fechar aberturas, fortificar as escadas internas das torres, rebocar todas as paredes por dentro e por fora, erguer paredes e colocar portas no porão, instalar a calçada na rua defronte, aumentar a altura da porta principal, elevar o frontispício, caiar paredes, instalar os galos nas torres e revisar o telhado. O relatório enfatizava que os arremates deveriam aumentar a beleza do edifício. Em 1º de maio de 1889 foi desvinculada da Paróquia do Rosário e criada uma freguesia própria para a igreja. As obras foram finalizadas somente em 1890.
Na década de 1920 foi planejada uma ampla reforma na fachada para adequar o estilo ao gosto da época. A reforma não foi efetivada, mas foi acrescentada uma casa paroquial anexa no lado leste. Em 1977 o edifício foi incluído pela Prefeitura no Inventário dos Bens Imóveis de Valor Histórico e Cultural e de Expressiva Tradição, sendo tombado em 2007.
Entre 2009 e 2011 foi concluída a primeira etapa de um projeto de restauro integral, recuperando a nave, a capela-mor, a casa paroquial e a fachada. A segunda etapa prevê a recuperação da rede elétrica e hidro-sanitária, dos pátios, da sacristia, das salas de catequese, da estatuária e alfaias e instalação de climatização. Apesar de ser um edifício de grande significado, a segurança na área é precária e sua fachada já foi muitas vezes depredada com pichações.

## O edifício

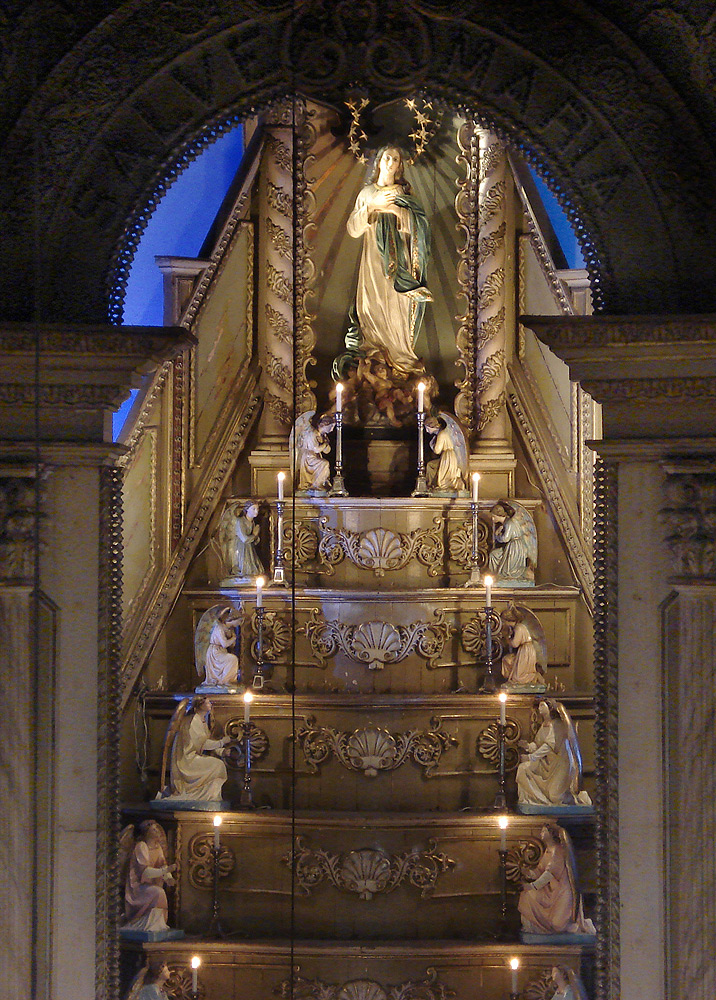
Altar-mor com imagem da Padroeira

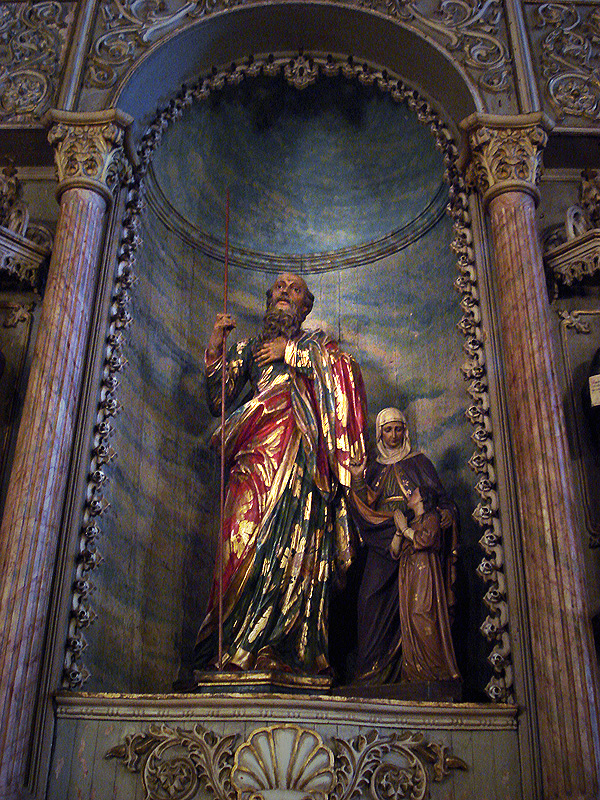
Altar de São Joaquim

A Igreja de Nossa Senhora da Conceição é uma das mais antigas e bem conservadas da Capital gaúcha, mantendo praticamente intactas suas características originais. Seu estilo segue os padrões do barroco colonial tardio, com linhas simples e fachada sóbria, reservando as ornamentações para o interior. Na decoração do interior observa-se influência do estilo neoclássico.
Os alicerces são de pedra e barro, a estrutura é de alvenaria, e o enchimento é de pedras irregulares. Elementos de pedra são encontrados na moldura das aberturas e no frontispício. A fachada é austera, típica do Barroco colonial influenciado pela arquitetura chã, com um corpo central ladeado de duas torres de partido quadrado com pilastras em destaque nas quinas, em três níveis divididos por cornijas largas, com aberturas em arco redondo para os sinos no nível superior e coroadas por coruchéus bulbosos e pinhas nos cantos. O corpo central tem uma pequena escadaria de acesso às três grandes portas de arco redondo na base, fechadas por folhas de madeira ricamente entalhada com motivos florais e vitrais nos tímpanos. Acima, três janelões envidraçados em arco, e no terceiro nível há um frontão triangular perfurado por um óculo e coroado por uma cruz de ferro.
A entrada é protegida por um para-vento entalhado e envidraçado, formando um vestíbulo. A nave da igreja tem as paredes despidas de ornatos, mas tanto os altares laterais como as tribunas ostentam profusa decoração em entalhes, douraduras e pintura marmorizada. Os seis altares laterais são devotados ao Sagrado Coração de Jesus, a São Manuel, São Joaquim, Nossa Senhora da Glória, São Francisco de Paula e Santo Expedito. Algumas das imagens são de grande expressividade e riqueza plástica, como a da Padroeira, sendo uma bela produção da arte escultórica portuguesa do século XVIII. Outra de grande beleza é a de São Joaquim, com panejamentos movimentados e pintura a ouro.
O teto é simples, em abóbada de berço truncada, mas apresenta caixotões delicados, apenas sugeridos, e grandes medalhões de onde pendem lustres de cristal. Onde o forro encontra as paredes corre um largo friso de belo desenho. O coro sobre a entrada principal é também ricamente adornado com talhas douradas e gradis em ferro trabalhado, com desenho sinuoso apoiado em colunas de madeira que delimitam três arcos abatidos. Arrematando a decoração do coro, acima das janelas frontais existe um grande friso entalhado com volutas, elementos fitomorfos e instrumentos musicais. Debaixo do coro há a assinatura entalhada do mestre Couto e Silva.
O conjunto da capela-mor, delimitada por um arco pleno ricamente entalhado, inclui tribunas, a mesa de celebração e atrás um grande altar em escada conduzindo o olhar até a imagem da Padroeira no topo, abrigada em um nicho com baldaquino. A bibliografia refere que antigamente sob a mesa estava a imagem de São José da Boa Morte, mas hoje ela se acha junto à primeira capela lateral à direita.
Para Moacyr Flores, a Igreja da Conceição, "com exterior singelo e simples e com impressionantes obras de talha em seu interior, constitui um lugar de memória repleto de reminiscências que permite estabelecer uma ponte temporal ligando a espiritualidade do presente com a espiritualidade do passado". É um dos edifícios mais icônicos da cidade. Athos Damasceno usou um florão entalhado da porta da igreja para ilustrar a capa do seu clássico Artes Plásticas no Rio Grande do Sul (1971).

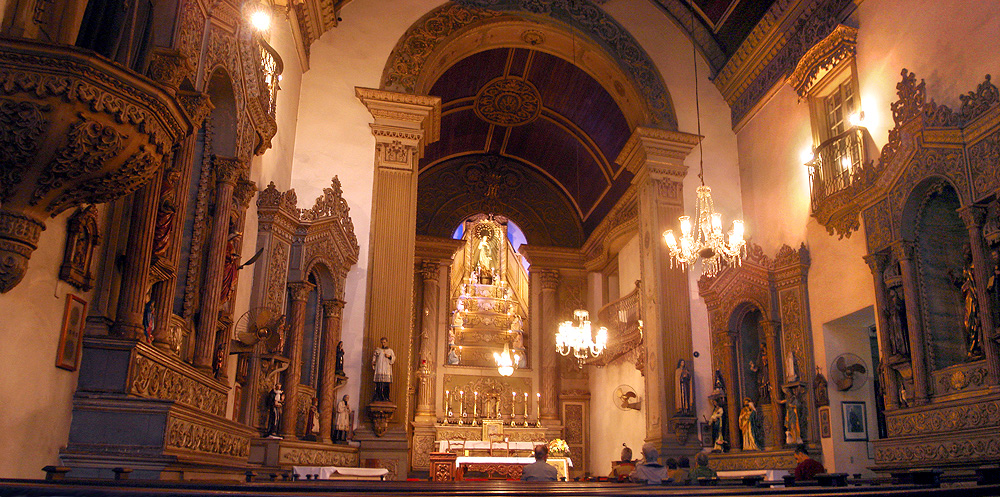
Interior antes do restauro